# عاثيات ذهبية
العاثيات الذهبية (الاسم العلمي:Phagochrysia) هي أصنوفة عليا من الأحياء تتبع شعبة الطحالب الداكنة من مملكة الأسناخ الصبغية.

## التصنيف
- العاثيات الذهبية
  - الطائفة السينورانية
    - الطحالب الذهبية
      - رتبة السينوريات